# Neoempheria jamaicensis
Neoempheria jamaicensis är en tvåvingeart som beskrevs av Coher 1961. Neoempheria jamaicensis ingår i släktet Neoempheria och familjen svampmyggor.
Artens utbredningsområde är Jamaica. Inga underarter finns listade i Catalogue of Life.